# Ultraleichtfluggelände Colnrade

i7
i11
i13
Das Ultraleichtfluggelände Colnrade liegt in der Gemeinde Colnrade im Landkreis Oldenburg in Niedersachsen. Der Platzhalter und Betreiber ist die Easy Flying GbR.

## Lage
Das Ultraleichtfluggelände liegt etwa 2,5 km nordöstlich von Colnrade.

## Flugbetrieb
Das Ultraleichtfluggelände besitzt eine Betriebsgenehmigung für aerodynamisch gesteuerte Luftsportgeräte und gewichtskraftgesteuerte Luftsportgeräte. Es ist mit einer 180 m langen und 15 m breiten Start- und Landebahn aus Gras (Richtung 08/26) ausgestattet. Es dient dem Betrieb mit Luftsportgeräten des Platzhalters sowie Dritter mit vorheriger Genehmigung des Platzhalters (PPR). Die Anzahl der Flugbewegungen ist auf je 30 Starts und Landungen im Monat im Jahresdurchschnitt begrenzt.

## Geschichte
Das Ultraleichtfluggelände Colnrade wurde seit dem 18. Juni 1990 über eine Außenstart- und -landeerlaubnis für Ultraleichtflugzeuge gemäß § 25 Abs. 1 LuftVG betrieben. Mit der aktuell gültigen Genehmigung nach § 6 LuftVG vom 28. November 2023 wurde die Start- und Landebahn etwa 220 m nach Süden verlegt.